# Live Trax
Live Trax è un album dal vivo EP dei Megadeth pubblicato nel 1997.
La traccia uno è titolata come Reckoning Day, ma è presente come ghost track Peace Sells. Le tracce dalla uno alla quattro furono registrate al Mesa Amphitheatre di Mesa, in Arizona, il 13 luglio 1997;  le tracce cinque e sei sono state registrate all'Olympic Auditorium di Los Angeles, il 25 febbraio 1995.

## Tracklist
1. Reckoning Day (+ hidden track Peace Sells) - 8:20
2. Angry Again - 3:47
3. Use the Man - 4:25
4. Tornado of Souls - 5:52
5. A Tout le Monde - 4:54
6. She-Wolf - 3:43

## Formazione
- Dave Mustaine - chitarra
- Marty Friedman - chitarra
- David Ellefson - basso
- Nick Menza - batteria